# Viktor Kollars
Viktor Kollars (* 22. September 1897 in Graz; † 24. Mai 1976 in Wien) war ein österreichischer Sportfunktionär, Politiker und Autor.

## Leben
Kollars diente ab 1918 in der Gendarmerie. Er absolvierte in Graz ein Lehramtsstudium für Turnen und Geschichte und legte 1927 die Lehramtsprüfung im Fachbereich Turnen ab. 1938 promovierte er zum Doktor der Philosophie. Zugleich gehörte er von April 1934  bis April 1937 als Landesrat den steirischen Landesregierungen unter Alois Dienstleder (bis 1934) und Karl Maria Stepan an, wo er die Funktion des Generalsekretärs des „Österreichischen Turn- und Sportkollegiums“ ausübte. Bis 1935 war er außerdem Landesführer der Ostmärkischen Sturmscharen. 1936 wurde er zum Fachinspektor für Turnen und zum Lehrbeauftragten für methodische Übungen an der Universität Graz bestellt. 1938 wurde er seiner Ämter enthoben.
Nach dem Zweiten Weltkrieg fungierte er weiterhin als Sportfunktionär, etwa bei der christlich-sozial geprägten Turn- und Sportunion. 1959 wurde er Sektionschef der Sektion Volkserziehung im Bundesministerium für Unterricht. Inwieweit er an der Etablierung des 1949 in Österreich eingeführten Sporttotos beteiligt war, ist umstritten. Er wurde am Neustifter Friedhof bestattet. Das Grab ist bereits aufgelassen.
Kollars war Mitglied der Kartellverbandsgruppe KATV Norica in Graz.